# Momići
Momići je naselje u Republici Hrvatskoj, u sastavu Općine Kula Norinska, Dubrovačko-neretvanska županija. 

## Zemljopisni položaj
Naselje se nalazi na državnoj cesti D62 koja vodi dalje prema Novim Selima.

## Stanovništvo
Prema popisu stanovništva iz 2001. godine, naselje je imalo 215 stanovnika te 57 obiteljskih kućanstava. Prema popisu iz 2011. u Momićima je obitavalo 205 stanovnika.
| broj stanovnika |       |       | 147   | 153   | 165   | 173   |       |       | 211   | 235   | 240   | 263   | 207   | 245   | 215   | 205   | 163   |
|                 | 1857. | 1869. | 1880. | 1890. | 1900. | 1910. | 1921. | 1931. | 1948. | 1953. | 1961. | 1971. | 1981. | 1991. | 2001. | 2011. | 2021. |

## Crkva Gospe Fatimske
Gradnja crkve dimenzija 12×12 metara počela je 1973. za vrijeme župnika don Špirka Vukovića, a dovršena je 1982. za vrijeme župnika don Joze Varvodića. Blagoslovio ju je kotorski biskup Marko Perić na blagdan Gospe Fatimske, 13. svibnja. Poviše oltara je slika Igra križa, sunca i zvijezda, rad svećenika don Ivana Marijana Čaglja. Za vrijeme župnika don Stjepana Barišića 1995. je podignut zvonik, prema nacrtu ing. Tome Nogolice iz Metkovića.

## Kultura
U Momićima je 7. svibnja 1939. bila otvorena Hrvatska čitaonica u kući Ante Nikolića - Čole. Otvorio ju je vođa HSS-a u Metkoviću dr. Niko Bjelovučić, a otvorenju je nazočila Gradska glazba Metković. Prestala je s radom tijekom Drugog svjetskog rata, a njen je inventar nestao.

## Događaji
- Toćijada, tradicionalno natjecanje u pripremanju toćeva u organizaciji KUU "Škrapa" iz Momića

## Značajne osobe
- Ivan Jurić, hrvatski povjesničar i pedagog
- Radomir Jurić, hrvatski arheolog